# Sady Karla IV.
Sady Karla IV. v Karlových Varech se nacházejí v jižní části lázeňského centra. Ohraničeny jsou Císařskými lázněmi (Lázně I), Mariánskolázeňskou ulicí a pravým břehem řeky Teplé. Byly založeny roku 1895.

## Historie
Veřejný městský park, později nazvaný sady Karla IV., byl založen v roce 1895 před průčelím nově postavené lázeňské budovy Císařské lázně (Lázně I) (1893–1895).
Po umístění sochy Karla IV. v roce 1955 měly sady být jedním z ústředních míst, které by připomínalo slavnou historii města. Tento záměr se ne zcela zdařil a sady jsou poměrně opomíjené. Slávu by tomuto místu mohla navrátit rekonstrukce Císařských lázní. Ta započala koncem roku 2019.

## Popis
Park se nachází v jihozápadní části města na pravém břehu řeky Teplé u Císařských lázní. S Grandhotelem Pupp na levém břehu Teplé jej spojuje Labitzkého lávka.
O údržbu parku se stará příspěvková organizace Správa lázeňských parků.

### Stavby v parku
- Lavička Václava Havla – vznikla roku 2015 z výtěžku veřejné sbírky a finančního příspěvku města. Autor díla byl Bořek Šípek.

- Dřevěný altánek.

### Sochařská výzdoba v parku
- Socha Karla IV. – je památníkem zakladateli Karlových Varů císaři a českému králi Karlu IV.; připomíná slavnou historii města. Pomník byl odhalen v květnu 1955. Autor akademický sochař Otakar Švec.[3][1]

### 48. strom Olgy Havlové
V rámci projektu Strom Olgy Havlové založeného Výborem dobré vůle zde byl zasazen 48. strom Olgy Havlové. Pamětní deska byla slavnostně odhalena 11. července 2018, tedy právě v den jejích nedožitých 85. narozenin. Strom – třešeň připomíná zakladatelku nadace a bývalou první dámu Československé a České republiky. Stojí poblíž lavičky Václava Havla.

## Naučná stezka lázeňskými parky
Parkem prochází naučná dendrologická stezka. 